# Sidney Walker (giocatore di football americano)
Sidney Walker (...) è un giocatore di football americano statunitense che gioca come centro per i Dinos de Saltillo.
Dopo aver giocato per tre squadre universitarie ha firmato nel 2024 con i finlandesi Porvoon Butchers, per trasferirsi al termine della stagione ai messicani Dinos de Saltillo.